# Луцкевич Олександр Юрійович
Олександр Юрійович Луцке́вич (нар. 3 жовтня 1960, Київ) — український художник; член Спілки радянських художників України з 1989 року. Син художників Юрія Луцкевича і Зої Лерман.

## Біографія
Народився 3 жовтня 1960 року в місті Києві (нині Україна). 1985 року закінчив Київський художній інститут, де навчався зокрема у Валентини Виродової-Готьє, Олександра Лопухова, Миколи Стороженка.
На початку 1990-х років стажувався в Данії. Жив у Києві, в будинку на Лютеранській вулиці, № 6, квартира № 3. З 2000 року — у Німеччині.

## Творчість
Працює у галузі станкового живопису і станкової графіки. Створює переважно портрети, пейзажі. Серед робіт:
живопис
- «Світлана» (1987);
- «Відлуння минулих епох» (2000);
- «Абстрактний пейзаж» (2005);
- «Красуня вночі» (2011);
- «Палац Тюдорів» (2012);
- «Враження про гори» (2012);
- «Незнайомка» (2013);
- «Жінка з сумними зеленими очима» (2013);
- «Острів в Італії» (2013);
- «Набережна в Мінорі» (2013);
- «Жінка в оперному театрі» (2014);
- «Актриса» (2014);

графіка
- «Кафедральний собор у Вінчестері» (1991);
- «Старий вікторіанський будинок» (1994);
- «Старий Копенгаґен» (1996);
- «Абстракція у зеленій гамі» (2011);
- «Замок у Франції» (2012);
- «Вид на Київ з боку Труханового острова» (2012).

Бере участь у міських, всеукраїнськиї, зарубіжних мистецьких виставках з 1987 року. Персональна виставка відбулася у Копенгаґені у 1994 році.
Деякі полотна зберігаються у Музеї сучасного мистецтва України у Києві.